# Lewis Watson (1er baron Sondes)
Lewis Watson, 1er baron Sondes (28 novembre 1728 - 30 mars 1795), est un homme politique britannique whig et pair.

## Biographie
Il est le deuxième fils de John Monson (1er baron Monson), et de Margaret Watson, fille cadette de Lewis Watson (1er comte de Rockingham). Il fait ses études à la Westminster School entre 1737 et 1745. Il prend le nom de famille de Watson en 1746 après avoir hérité des domaines de son cousin, Thomas Watson (3e comte de Rockingham). Il fait ensuite le Grand Tour avec son cousin Charles Watson-Wentworth (futur marquis de Rockingham) et son autre cousin, Thomas Pelham (1er comte de Chichester).
En 1750, alors qu'il est à l'étranger en Europe, son cousin, le duc de Newcastle, fait en sorte que Watson soit élu en avril en tant que député de Boroughbridge à la place de Francis Scott, comte de Dalkeith, décédé. Cet automne, les trois parents se rendent à Hanovre, où Newcastle les présente, avec Henry Dawnay (3e vicomte Downe) et trois autres jeunes Anglais, à George II de Grande-Bretagne, qui tient sa cour dans l'électorat. Le roi n'est pas content et snobe la fête quand ils sont présentés.
En février 1754, son beau-père lui procure la sinécure lucrative du vérificateur des avances, succédant à William Benson. Il est réélu sans opposition à l'élection partielle qui suit. Lors des élections générales de 1754 qui ont lieu au printemps, Newcastle le fait réélire à Boroughbridge; Watson dirige également le scrutin dans le Kent, où lui et Robert Fairfax (7e Lord Fairfax de Cameron) représentent les whigs et battent Sir Edward Dering (5e baronnet), l’un des membres conservateurs en poste. Watson choisit de siéger pour le Kent. Cependant, il aspirait à la Chambre des Lords, car il jouissait des propriétés du comté éteint de Rockingham et pouvait bien se permettre de soutenir un titre. Il ne souhaite pas non plus se présenter à nouveau pour le comté. Newcastle appuie fortement ses prétentions auprès du roi et obtient finalement gain de cause: Watson est créé le 22 mai 1760, baron Sondes, de Lees Court, dans la Pairie de Grande-Bretagne, et quitte son siège aux Communes. En 1785, le bureau du vérificateur des avances est supprimé et il reçoit une annuité de 7 000 £ par an, à vie.

## Famille
Le 12 octobre 1752, il épouse sa cousine, Grace Pelham (décédée le 30 juillet 1777), troisième fille survivante et héritière du premier ministre Henry Pelham, frère du duc de Newcastle . Ils ont quatre fils:
- Lewis Watson (2e baron Sondes) (1754–1806)
- Henry Watson (20 avril 1755 - 1er août 1833), recteur d'East Carlton et de Kettering
- Charles Watson (24 octobre 1761 - 16 avril 1769)
- George Watson (1768-1824)

Il meurt le 30 mars 1795 et son fils aîné, Lewis Watson, lui succède. Il a été enterré à Rockingham, Northamptonshire .